# Giovanni Dellacasa
Giovanni Dellacasa (1961. július 9. –) olasz labdarúgóedző.

## Pályafutása
1997–98-ban az ASD Calcio Ivrea csaptánál kezdte edzői pályafutását. 1998 és 2005 között Svájcban tevékenykedett. 1998 és 2003 az AC Bellinzona, 2003–04-ben az FC Winterthur, 2004–05-ben a Neuchâtel Xamax, 2005-ben az FC Sion szakmai munkáját irányította. 2005–06-ban az US Cremonese, 2006–07-ben a svájci FC Lugano vezetőedzője volt. 2009–10-ben a Vasas csapatánál dolgozott. 2011-ben az algériai ES Sétif edzője volt.

## Sikerei, díjai
FC Sion
- Svájci kupa
  - győztes: 2006